# Mytilus trossulus
Mytilus trossulus é uma espécie de molusco bivalve marinho filtrador de média dimensão pertencente à família Mytilidae com distribuição natural nas costas das regiões temperadas e frias do norte do Oceano Pacífico, ocorrendo na zona entremarés até aos 60 m de profundidade. Conhecido pelo nome comum de mexilhão (ou mexilhão-do-pacífico), é uma espécie comestível comercializada em várias regiões costeiras da América do Norte. A espécie integra um complexo específico, designado por «complexo M. edulis», que inclui taxa presentes no Atlântico (incluindo o Mediterrâneo) e Pacífico.

## Descrição
Mytilus trossulus é uma das três espécies principais, filogeneticamente muito próximas, que constituem o conjunto de taxa que integra o complexo específico Mytilus edulis de mexilhões que colectivamente apresentam distribuição natural muito alargada nas regiões costeiras de clima temperado a subárctico do Hemisfério Norte. Os membros deste complexo específico são frequentemente as espécies dominantes nos habitats da zona entremarés e do infralitoral das regiões com fundos de substrato consolidado.
Mytilus trossulus é a principal espécie de mexilhão nas zonas entremarés das costas do Pacífico Norte, ocorrendo na América do Norte desde a Califórnia ao Alaska e nas costas da Ásia desde Hokkaido para o norte. Nos limites meridionais da sua região de ocorrência a espécie hibridiza com Mytilus galloprovincialis (o mexilhão-do-mediterrâneo), espécie que foi introduzida no Oceano pacífico por acção humana.
No Atlântico Norte, M. trossulus ocorre na costa leste da América do Norte desde as costas do Maine até ao norte do Canadá, bem como em populações isoladas espalhadas pelas costas do norte da Europa. Nestas regiões coexiste frequentemente com populações de Mytilus edulis com as quais facilmente hibridiza. Todas as costas do Mar Báltico são habitadas por uma população peculiar de Mytilus trossulus, que mostra alguma introgressão genética de M. edulis e cujo DNA mitocondrial foi substituído por mtDNA de M. edulis.
Nas costas do Oceano Árctico, Mytilus trossulus ocorre no noroeste da Gronelândia onde se encontram populações isoladas na zona entremarés desde os 71° N aos 77° N.